# Золотарёв, Александр Михайлович (легкоатлет)
Алекса́ндр Миха́йлович Золотарёв (11 апреля 1957 — 22 июля 2001) — советский легкоатлет, специалист по бегу на короткие дистанции. Выступал на всесоюзном уровне в первой половине 1980-х годов, чемпион Всемирной Универсиады, чемпион СССР, победитель первенств всесоюзного и всероссийского значения. Представлял Иркутск и спортивное общество «Локомотив». Мастер спорта СССР международного класса. Также известен как тренер и спортивный функционер.

## Биография
Александр Золотарёв родился 11 апреля 1957 года. Уроженец Иркутска, заниматься лёгкой атлетикой начал во время учёбы в седьмом классе Иркутской железнодорожной школы № 42 — проходил подготовку под руководством заслуженного тренера РСФСР Владимира Евгеньевича Караченцева. Выступал за добровольное спортивное общество «Локомотив».
Будучи студентом, в 1981 году представлял Советский Союз на Всемирной Универсиаде в Бухаресте — в программе эстафеты 4 × 400 метров вместе с соотечественниками Виталием Федотовым, Виктором Бураковым и Виктором Маркиным превзошёл всех соперников и завоевал золото.
В 1982 году в беге на 100 метров одержал победу на домашних соревнованиях в Иркутске, в беге на 200 метров выиграл бронзовую медаль на чемпионате СССР в Киеве — в обоих случаях установил личные рекорды, 10,1 и 20,9 соответственно. Также победил на всесоюзном старте в Донецке.
В 1983 году завоевал золотую награду в беге на 200 метров на соревнованиях в Краснодаре. На Всемирной Универсиаде в Эдмонтоне дошёл до стадии полуфиналов в дисциплине 200 метров и взял бронзу в эстафете 4 × 100 метров — при этом его партнёрами были Андрей Прокофьев, Николай Сидоров и Владимир Муравьёв.
В 1984 году на чемпионате СССР в Донецке выиграл бронзовую медаль на дистанции 200 метров и с командой РСФСР одержал победу в эстафете 4 × 100 метров.
За выдающиеся спортивные достижения удостоен почётного звания «Мастер спорта СССР международного класса».
Окончил Иркутский институт инженеров железнодорожного транспорта, после чего работал тренером-преподавателем в спортобществе «Локомотив». В течение многих лет состоял в комитете по физической культуре, спорту и
туризму администрации Иркутской области, в частности некоторое время занимал должность председателя комитета.
Умер от сердечного приступа 22 июля 2001 года в возрасте 44 лет.